# Facultad de Ciencias Biológicas (Universidad Complutense de Madrid)
La Facultad de Ciencias Biológicas de la Universidad Complutense de Madrid (UCM) se halla en la calle de José Antonio Novais, en la Ciudad Universitaria de Madrid.
La facultad es, además de un centro docente, un gran centro de investigación donde se trabaja en diversos campos de la biología.
La facultad tiene sus sedes físicas principales en la parte izquierda del edificio A que comparte con la Facultad de Ciencias Geológicas de la Universidad Complutense de Madrid, denominado comúnmente «Edificio Principal» y en la totalidad del edificio B, anexo al mismo, que comprende dos sótanos, un semisótano y cinco plantas, conocido comúnmente como «Edificio Anexo». Su festividad patronal es el 15 de noviembre, San Alberto Magno.

## Historia
La Facultad de Ciencias Biológicas nació como consecuencia de la separación en el año 1974 de la Facultad de Ciencias de la Universidad Central de Madrid en las actuales facultades de Biológicas, Matemáticas, Químicas, Físicas y Geológicas.

## Estudios[10]

### Programas degrado
- Grado en Biología.

### Programasmáster
- Máster Universitario en Antropología Física: Evolución y Biodiversidad Humanas (conjunto con UAM y UAH).
- Máster Universitario en Biología de la Conservación.
- Máster Universitario en Biología Evolutiva.
- Máster Universitario en Biología Vegetal Aplicada.
- Máster Universitario en Biotecnología Industrial y Ambiental.
- Máster Universitario en Ecología (conjunto con UAM).
- Máster Universitario en Estudios Avanzados en Botánica[11]
- Máster Universitario en Genética y Biología Celular (conjunto con UAM y UAH).
- Máster Universitario en Neurociencia.
- Máster Universitario en Restauración de Ecosistemas (conjunto con UAH, UPM y URJC).
- Máster Universitario en Zoología.

### Programas dedoctorado
- Doctorado en Biología.
- Doctorado en Ecología (conjunto con UAM.
- Doctorado en Ecología. Conservación y Restauración de Ecosistemas (conjunto con URJC, UPM y UAH).

### Programas detítulo propiode la UCM
- Máster Propio UCM en Espacios Naturales Protegidos.[12]

## Departamentos[13]

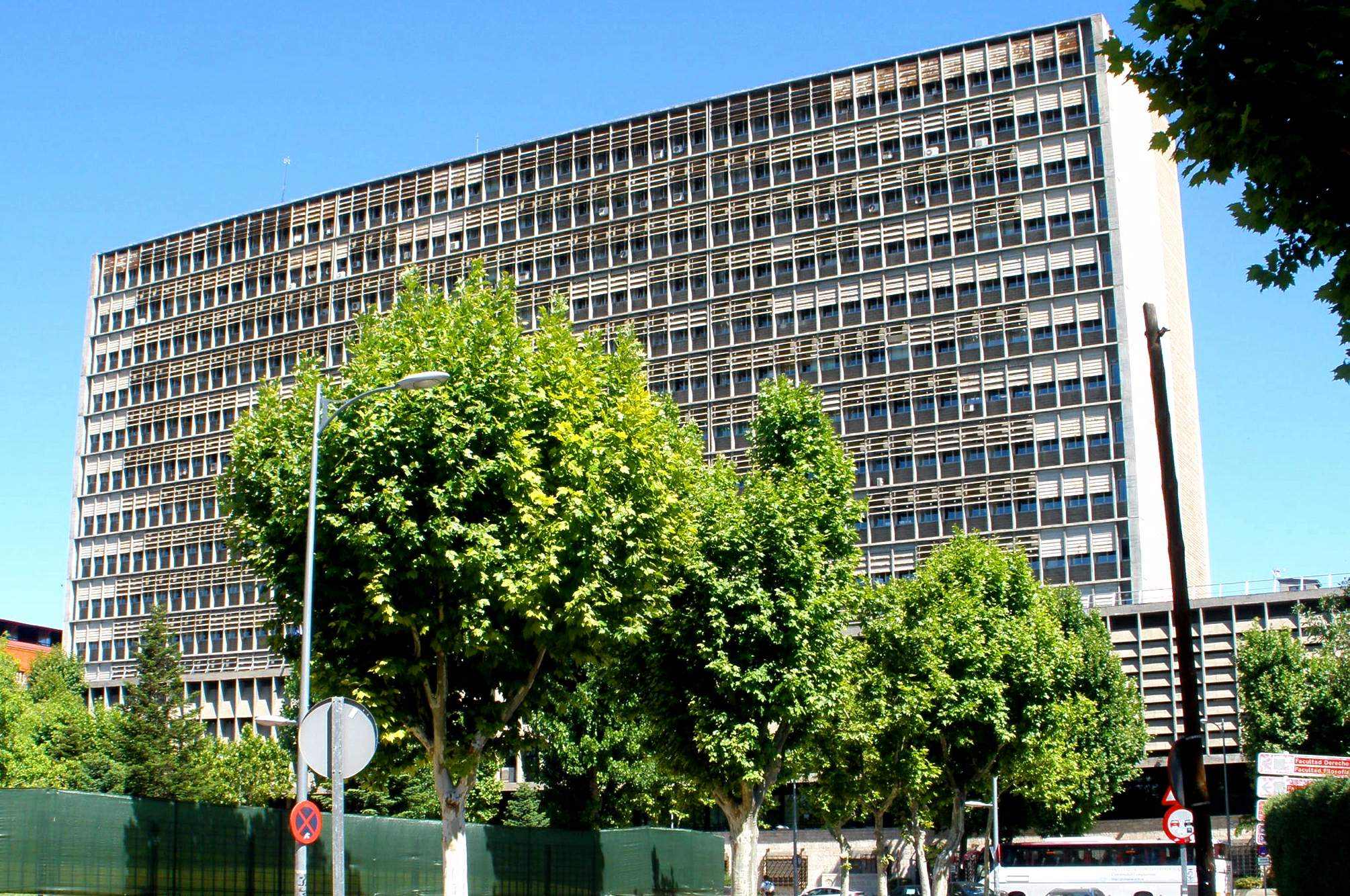
El Edificio Principal de la Facultad de Ciencias Biológicas, compartido con la Facultad de Ciencias Geológicas

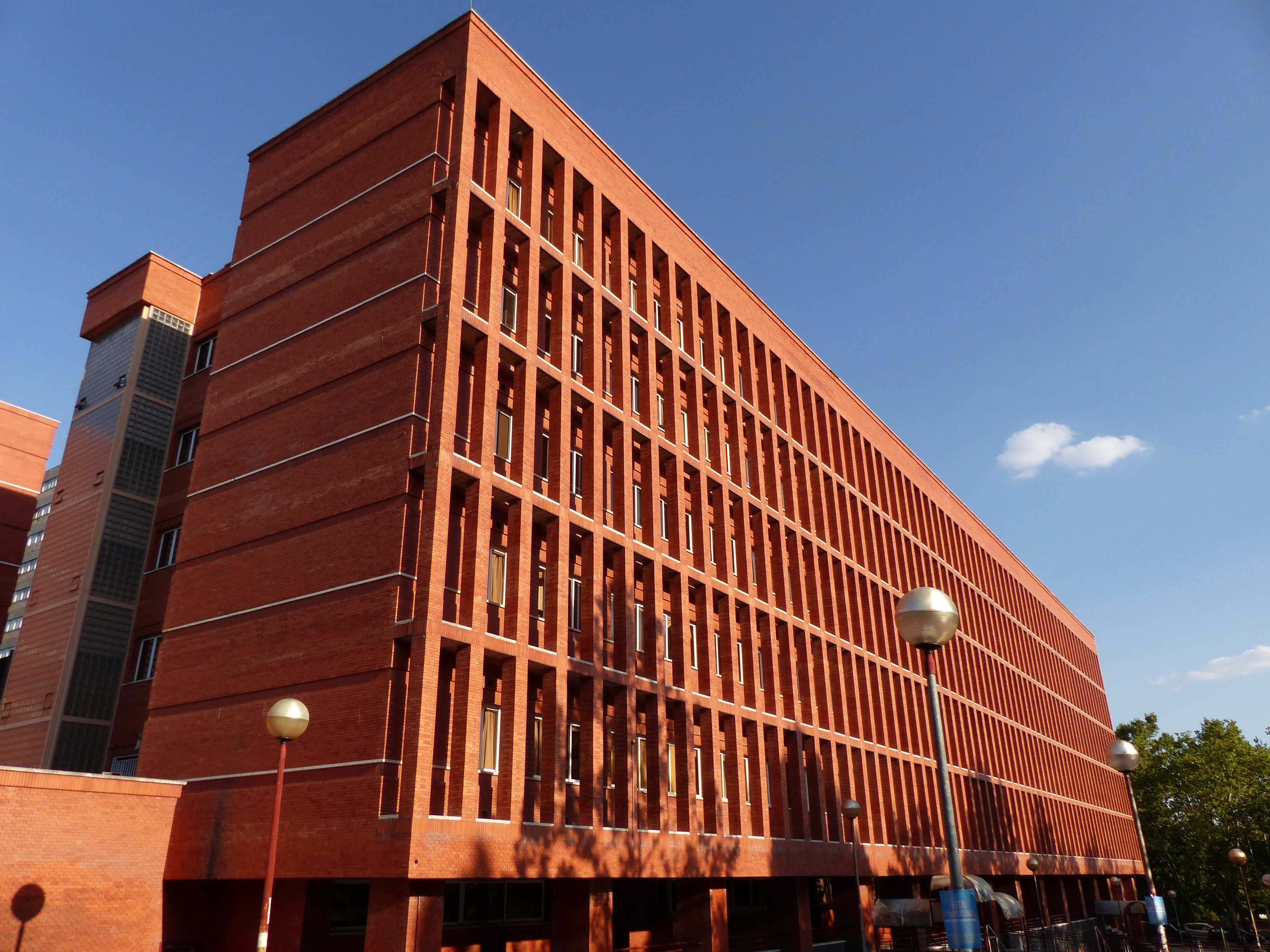
El Edificio Anexo o Edifico B de la Facultad de Ciencias Biológicas

- Departamento de Biodiversidad, Ecología y Evolución (Antropología, Biomatemática, Botánica, Ecología y Zoología).
- Departamento de Biología Celular.
- Departamento de Genética, Fisiología y Microbiología.
- Sección Departamental de Bioquímica y Biología Molecular.

## Otros servicios y asociaciones[14]
- A.U. de Ciencias Criminalísticas y Estudios Forenses AUCCEF.
- Amazonia - Alytes.
- Asociación de actividades subacuáticas y submarinismo YUBARTA.
- Asociación Española de Entomología.
- Banco de Imágenes de biología.
- Club de juegos de rol y simulación GREBAS.
- Club Deportivo de Biológicas.
- Coro Microcosmos.
- Delegación de Alumnos.
- Grupo de Montaña de Biológicas.
- Grupo Deportivo de Biológicas I.
- Grupo Ornitológico Alectoris.
- Herbario.
- Museo de Anatomía comparada de Vertebrados.
- Museo de Entomología.
- Real Sociedad Española de Historia Natural.